# Osvaldo Mario Venturi
Osvaldo Mario Venturi (Buenos Aires, Argentina; 1900 - Ibídem; 18 de noviembre de 1989) fue un popular pintor dibujante, acuarelista y afichista cinematográfico argentino de amplia trayectoria.

## Carrera
Osvaldo Venturi estudió en la Academia Nacional de Bellas Artes de la que egresó en 1923. Siguió luego los cursos superiores a cargo de Rigamonti. Hizo más tarde grabados con el célebre Collivadino y después fue profesor en la mutualidad de la casa de estudios de la cual egresara.
Se hizo muy reconocido por ser el afichista de numerosas películas dirigidas por directores como Lucas Demare, Mario Soffici y otros directores. Pasó a convertirse, en el período comprendido entre 1940 y 1950, en el realizador más destacado y de mayor difusión, tanto en el afiche mural como en el aviso periodístico. Fue gracias a  la “Guaranteed Pictures”, que lanza una enorme cantidad de reposiciones fílmicas, las que introduce en el mercado cinematográfico local mediante certeras campañas publicitarias, tanto en la vía pública como en los diarios y “halls” de las salas de proyección. En ellas sobresalió con su publicismo realista de los grandes rostros en una gama escalonada y el título de la película bien visible, tanto por el color como por la dimensión de la letra.
Sus dibujos presentaban un estilo realista con colores intensos y trazos firmes. Entre otras de sus labores se destacan la pintura que hizo para el “hall” del cine “Neptuno” de Mar del Plata.
Expuso sus obras en varias galerías en todo el país en la que se incluye la Galería Ross.

## Filmografía (afiches)
- 1934: Riachuelo.[7]
- 1938: Maestro Levita
- 1938: El diablo con faldas.[8]
- 1938: La que no perdonó.[9]
- 1939: Ambición.[10]
- 1939: Chimbela.[11]
- 1942: Ceniza al viento.[12]
- 1942: Amor último modelo.[13]
- 1942: Ponchos azules.[14]
- 1942: La guerra gaucha.[15]
- 1943: La piel de zapa.[16]
- 1943: Todo un hombre.[17]
- 1943: Fuego en la montaña.[18]
- 1943: Juvenilia.[19]
- 1944: El fin de la noche.[20]
- 1945: Pampa bárbara.[21]
- 1949: La cuna vacía.[22]
- 1949: De padre desconocido.[23]
- 1950: Captura recomendada.[24]
- 1950: Escuela de campeones.[25]
- 1950: Los Pérez García.[26]
- 1950: El regreso.[27]
- 1951: Vivir un instante.[28]
- 1951: En las aldeas del circo.
- 1951: El hincha.
- 1951: La orquídea.[29]
- 1951: La indeseable.[30]
- 1952: Si muero antes de despertar.[31]
- 1952: Las aguas bajan turbias.[32]
- 1952: No abras nunca esa puerta.[33]
- 1952: Dos centavos de esperanza
- 1952: El túnel.
- 1952: Rescate de sangre.[34]
- 1953: El negro que tenía el alma blanca.[35]
- 1953: El hijo del crack.
- 1953: Acorralada.[36]
- 1953: Los troperos.[37]
- 1954: La Tigra.[38]
- 1954: El cura Lorenzo.[39]
- 1954: El domador.[40]
- 1954: Días de odio.[41]
- 1954: El grito sagrado.[42]
- 1954: La telaraña.[43]
- 1955: La Quintrala, doña Catalina de los Ríos y Lisperguer.[44]
- 1955: La delatora.[45]
- 1955: Mercado de Abasto.[46]
- 1956: El protegido.[47]
- 1956: Edad difícil.[48]
- 1956: Los maridos de mamá.[49]
- 1956: Cubitos de hielo.[50]
- 1956: Los tallos amargos.[51]
- 1956: El último perro.[52]
- 1956: La muerte flota en el río.[53]
- 1956: Bendita seas.[54]
- 1956: Horizontes de piedra.[55]
- 1956: Sangre y acero.[56]
- 1956: La dama del millón.[57]
- 1956: Pecadora.[58]
- 1957: El primer beso.[59]
- 1958: La morocha.[60]
- 1958: Una cita con la vida.[61]
- 1958: Un centavo de mujer.[62]
- 1958: Una convención diabólica.
- 1958: Pobres habrá siempre.[63]
- 1959: Angustia de un secreto.[64]
- 1959: Creo en Dios.[65]
- 1959: Los inútiles.
- 1959: He nacido en Buenos Aires.[66]
- 1959: Nubes de humo.[67]
- 1960: Culpable.[68]
- 1960: Plaza Huincul (Pozo uno).[69]
- 1960: Obras maestras del terror.
- 1961: Esta tierra es mía.[70]
- 1961: Mi Buenos Aires querido.[71]
- 1961: La sed.
- 1961: Rebelde con causa.
- 1961: El rufián.
- 1961: Hijo de hombre.[72]
- 1962: A hierro muere.
- 1962: Hombre de la esquina rosada.
- 1962: Los viciosos.[73]
- 1962: Hombres y mujeres de blanco.[74]
- 1963: Cuando calienta el sol.[75]
- 1963: Los inconstantes.[76]
- 1963: Los inocentes.[77]

## Obras
- Peras (1956).
- Changos con poncho (1980).
- Naturaleza muerta (1980), acuarela.
- María con duraznos.
- Naturaleza.
- Motivo Floral.
- Flores.[78]
- Retrato De Dama.[79]
- Villeros (Misiones) (1987).